# Kajman (průzkumné vozidlo)
Kajman je lehké průzkumné vozidlo používané běloruskou armádou.

## Vývoj
V roce 2015 vydal běloruský prezident příkaz k vyvinutí tuzemského obrněného průzkumného vozidla. První prototypy byly zhotoveny o rok později, následující rok začaly zkoušky a v roce 2019 bylo prvních 9 kusů přijato do výzbroje 103. výsadkové brigády.

## Design
Podle mluvčího výrobce je 90% vozidla domácího původu. Obrněnec je založen na podvozku sovětského průzkumného vozidla z 60. let BRDM-2, přičemž došlo k odstranění věže a ve stropě se tak nacházejí dva poklopy a na každé straně jsou dveře. Díky přepracovanému trupu je Kajman mnohem prostornější než jeho sovětský předchůdce.
Osádku tvoří řidič a velitel plus 4 členové výsadku, v případě nouze se dovnitř vměstnají další 4 osoby.

### Výzbroj
Kajman může být osazen kulomety či granátomety, instalovány však mohou být i kanóny menší ráže.

### Pancéřování
Vozidlo chrání pancíř, jenž by měl odolat palbě ze zbraní do ráže 7,62 mm. Podvozek má tvar písmene „V“, aby se tak alespoň částečně zamezilo poranění osádky po explozi miny.

## Uživatelé
- Bělorusko
- Pobřeží slonoviny - 8 vozidel
- Súdán[2]
- Angola[3]